# Clandestina
Clandestina è un album del cantautore italiano Mimmo Locasciulli, pubblicato dall'etichetta discografica RCA nel 1987.

## Descrizione
L'album è prodotto dallo stesso artista. Il brano Confusi in un playback, pubblicato due anni prima come singolo, è composto, eseguito e arrangiato da Locasciulli ed Enrico Ruggeri, autori anche di Ancora notte sul circo. L'esecutore firma anche le altre canzoni, una delle quali, Questa illogica follia, insieme a Sinisi. Gli arrangiamenti dei primi due brani citati sono curati da Locasciulli (il primo, come detto, insieme a Ruggeri), idem per La fortuna del mondo, mentre quelli delle altre canzoni sono opera di Mauro Paoluzzi.

## Tracce
LP (RCA Italiana, PL 71242)

### Lato A
1. Semplici connessioni – 5:06
2. Via di qui – 5:17
3. La fortuna del mondo – 1:54
4. Niente di più – 5:49
5. Confusi in un playback (con Enrico Ruggeri) – 5:20

Durata totale: 23:26

### Lato B
1. Clandestina – 4:44
2. Adesso che tutto è OK – 3:58
3. Surrender (Fragili e guerrieri) – 4:07
4. Questa illogica follia – 4:45
5. Ancora notte sul circo – 5:45

Durata totale: 23:19

## Formazione
- Mimmo Locasciulli – voce, pianoforte, Fender Rhodes, organo Hammond, tastiera, percussioni
- Mauro Paoluzzi – chitarra, tastiera, batteria
- Mike Ogletree – batteria
- Franco Cristaldi – basso, percussioni
- Massimo Fumanti – chitarra elettrica
- Guido Podestà – fisarmonica
- Fulvio Mancini – chitarra acustica
- Alessandro Centofanti – tastiera
- Dino D'Autorio – basso
- Derek Wilson – batteria
- Gastone Craveri – tromba
- Claudio Pascoli – sassofono baritono, sassofono tenore
- Amedeo Bianchi – sassofono contralto
- Eric Daniel – sassofono contralto
- Aida Cooper, Betty Vittori – cori